# بیس وانزتا
بیس وانزتا (انگلیسی: Bice Vanzetta; ۷ مارس ۱۹۶۱ – ) اسکی‌باز صحرانوردی اهل ایتالیا بود.